# Ilhas Eólias
As Ilhas Eólias (em italiano Isole Eolie), ou Ilhas Líparas ou Lipárias, compõem um arquipélago italiano na província de Messina, no mar Tirreno, ao norte da Sicília. A superfície total do arquipélago é de 115 km² e a população total de 12 200 habitantes. As ilhas são acessíveis por barco a partir de Messina, Milazzo, Nápoles, Palermo, Reggio Calabria e Vibo Valentia.
Na mitologia grega, as ilhas Eólias eram habitadas por Éolo, filho de Posídon, deus dos ventos (de onde energia eólica). Segundo Diodoro Sículo, o nome se deve a Éolo (filho de Hipotes), o rei de Lípara que recebeu Odisseu.

## Geografia

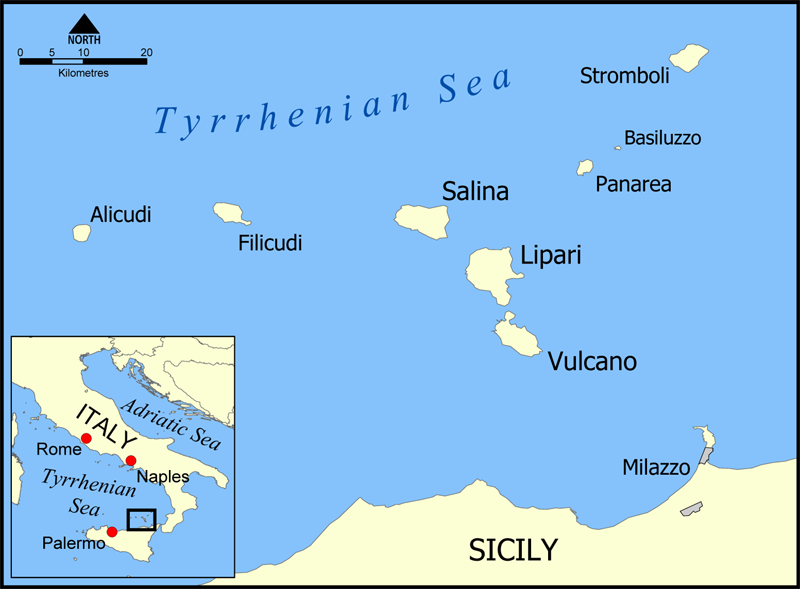
Posição das Ilhas Eólias

O arquipélago é composto pelas seguintes ilhas, de oeste para este:
- Alicudi
- Filicudi
- Salina
- Lipari (centro administrativo)
- Vulcano
- Panarea
- Stromboli e o ilhéu Strombolicchio

Destino turístico cada vez mais popular, recebem até 200 mil visitantes anuais.

## História
O arquipélago foi colonizado pelos gregos por volta de 580 a.C., que lhe deram o nome de Éolo, deus do vento.
Ali ocorreu, em 260 a.C., a batalha de Lípari, a primeira batalha naval da Primeira Guerra Púnica, com a vitória da frota cartaginesa sobre a frota romana.